# Герб Авангарда
Герб Авангарда — офіційний символ смт Авангард, Овідіопольського району Одеської області, затверджений рішенням Авангардівської селищної ради.
У лазуровому щиті золотий нитяний перев'яз зліва. У першій частині золота арка зі срібними крилами, у другій срібний мішок із золотими монетами. Щит вписаний у золотий декоративний картуш і увінчаний срібною міською короною.